# Andy Byatt
Andy Byatt és un productor de pel·lícules documentals anglès sobre vida salvatge per a la BBC Natural History Unit (NHU) a Bristol. La seva experiència està en la creació de pel·lícules de vida salvatge submarina. Va codirigir Deep Blue, un llargmetratge d'història natural sobre l'oceà narrat per Michael Gambon. Aquesta pel·lícula es va reunir en gran part amb aspectes destacats de la sèrie aclamada internacionalment de la NHU, The Blue Planet, de la qual Byatt va ser un dels productors, juntament amb Alastair Fothergill i Martha Holmes. El seu projecte més recent és Planet Earth, una sèrie d'11 parts de TV d'alta definició sobre vida salvatge que es va emetre per primera vegada el març de 2006.